# Éliminatoires de la Coupe du monde de football 2014, zone Europe, groupe E
Cet article donne les résultats des matches du groupe E de la zone Europe du tour préliminaire de la coupe du monde de football 2014.

## Classement
| Rang | Équipe   | Pts | J  | G | N | P | Bp | Bc | Diff |  | Résultats (▼ dom., ► ext.) |     |     |     |     |     |     |
| ---- | -------- | --- | -- | - | - | - | -- | -- | ---- |  | -------------------------- | --- | --- | --- | --- | --- | --- |
| 1    | Suisse   | 24  | 10 | 7 | 3 | 0 | 17 | 6  | +11  |  | Suisse                     |     | 4-4 | 1-0 | 1-1 | 2-0 | 1-0 |
| 2    | Islande  | 17  | 10 | 5 | 2 | 3 | 17 | 15 | +2   |  | Islande                    | 0-2 |     | 2-4 | 2-0 | 2-1 | 2-0 |
| 3    | Slovénie | 15  | 10 | 5 | 0 | 5 | 14 | 11 | +3   |  | Slovénie                   | 0-2 | 1-2 |     | 3-0 | 1-0 | 2-1 |
| 4    | Norvège  | 12  | 10 | 3 | 3 | 4 | 10 | 13 | -3   |  | Norvège                    | 0-2 | 1-1 | 2-1 |     | 0-1 | 2-0 |
| 5    | Albanie  | 11  | 10 | 3 | 2 | 5 | 9  | 11 | -2   |  | Albanie                    | 1-2 | 1-2 | 1-0 | 1-1 |     | 3-1 |
| 6    | Chypre   | 5   | 10 | 1 | 2 | 7 | 4  | 15 | -11  |  | Chypre                     | 0-0 | 1-0 | 0-2 | 1-3 | 0-0 |     |

- Chypre est éliminée à la suite de sa défaite (0-2) contre la Slovénie.
- La Norvège ne peut plus se qualifier directement à la suite de sa défaite (0-2) contre la Suisse.
- L'Albanie ne peut plus se qualifier directement à la suite de sa défaite (2-1) en Islande.

## Résultats et calendrier
Le calendrier du groupe E a été décidé le 22 novembre 2011 à Zurich (Suisse) par tirage au sort, les délégations ne parvenant pas à se mettre d'accord sur l'ordre des matches.
| 1re journée                  | Albanie                             | 3 – 1   | Chypre      | Stade Qemal-Stafa, Tirana                          |                                                    |
| 7 septembre 2012 20:30 UTC+2 | Sadiku 36e · Çani 84e · Bogdani 87e | (1 - 1) | 45+5e Laban | Spectateurs : 9 400 Arbitrage : Artyom Kuchin (en) | Spectateurs : 9 400 Arbitrage : Artyom Kuchin (en) |
| 7 septembre 2012 20:30 UTC+2 | Rapport                             |         |             | Spectateurs : 9 400 Arbitrage : Artyom Kuchin (en) | Spectateurs : 9 400 Arbitrage : Artyom Kuchin (en) |

|             | Islande                       | 2 – 0   | Norvège | Laugardalsvöllur, Reykjavik                    |                                                |
| 18:45 UTC+0 | Árnason 22e · Finnbogason 81e | (1 - 0) |         | Spectateurs : 8 352 Arbitrage : Antony Gautier | Spectateurs : 8 352 Arbitrage : Antony Gautier |
| 18:45 UTC+0 | Rapport                       |         |         | Spectateurs : 8 352 Arbitrage : Antony Gautier | Spectateurs : 8 352 Arbitrage : Antony Gautier |

|             | Slovénie | 0 – 2   | Suisse                | Stadion Stožice, Ljubljana                         |                                                    |
| 20:30 UTC+2 |          | (0 - 1) | 20e Xhaka · 51e Inler | Spectateurs : 13 213 Arbitrage : Paolo Tagliavento | Spectateurs : 13 213 Arbitrage : Paolo Tagliavento |
| 20:30 UTC+2 | Rapport  |         |                       | Spectateurs : 13 213 Arbitrage : Paolo Tagliavento | Spectateurs : 13 213 Arbitrage : Paolo Tagliavento |

| 2e journée                    | Suisse                         | 2 – 0   | Albanie | Swissporarena, Lucerne                          |                                                 |
| 11 septembre 2012 20:30 UTC+2 | Shaqiri 23e · Inler 68e (pen.) | (1 - 0) |         | Spectateurs : 16 500 Arbitrage : Ovidiu Haţegan | Spectateurs : 16 500 Arbitrage : Ovidiu Haţegan |
| 11 septembre 2012 20:30 UTC+2 | Rapport                        |         |         | Spectateurs : 16 500 Arbitrage : Ovidiu Haţegan | Spectateurs : 16 500 Arbitrage : Ovidiu Haţegan |

|             | Norvège                            | 2 – 1   | Slovénie  | Ullevaal Stadion, Oslo                              |                                                     |
| 20:00 UTC+2 | Henriksen 26e · Riise 90+3e (pen.) | (1 - 1) | 16e Šuler | Spectateurs : 11 168 Arbitrage : Fırat Aydınus (en) | Spectateurs : 11 168 Arbitrage : Fırat Aydınus (en) |
| 20:00 UTC+2 | Rapport                            |         |           | Spectateurs : 11 168 Arbitrage : Fırat Aydınus (en) | Spectateurs : 11 168 Arbitrage : Fırat Aydınus (en) |

|             | Chypre       | 1 – 0   | Islande | Stade Antonis Papadopoulos, Larnaca                       |                                                           |
| 20:00 UTC+3 | Makridís 58e | (0 - 0) |         | Spectateurs : 1 600 Arbitrage : Sébastien Delferière (en) | Spectateurs : 1 600 Arbitrage : Sébastien Delferière (en) |
| 20:00 UTC+3 | Rapport      |         |         | Spectateurs : 1 600 Arbitrage : Sébastien Delferière (en) | Spectateurs : 1 600 Arbitrage : Sébastien Delferière (en) |

| 3e journée                  | Albanie  | 1 – 2   | Islande                           | Stade Qemal-Stafa, Tirana                   |                                             |
| 12 octobre 2012 19:00 UTC+2 | Çani 28e | (1 - 1) | 19e Bjarnason · 81e G. Sigurðsson | Spectateurs : 8 200 Arbitrage : Tony Asumaa | Spectateurs : 8 200 Arbitrage : Tony Asumaa |
| 12 octobre 2012 19:00 UTC+2 | Rapport  |         |                                   | Spectateurs : 8 200 Arbitrage : Tony Asumaa | Spectateurs : 8 200 Arbitrage : Tony Asumaa |

|             | Slovénie       | 2 – 1   | Chypre        | Stadion Ljudski vrt, Maribor                       |                                                    |
| 20:45 UTC+2 | Matavž 38e 61e | (1 - 0) | 83e Aloneftis | Spectateurs : 7 988 Arbitrage : Ivan Kružliak (en) | Spectateurs : 7 988 Arbitrage : Ivan Kružliak (en) |
| 20:45 UTC+2 | Rapport        |         |               | Spectateurs : 7 988 Arbitrage : Ivan Kružliak (en) | Spectateurs : 7 988 Arbitrage : Ivan Kružliak (en) |

|             | Suisse         | 1 – 1   | Norvège       | Stade de Suisse, Berne                                         |                                                                |
| 20:30 UTC+2 | Gavranović 79e | (0 - 0) | 81e Hangeland | Spectateurs : 30 712 Arbitrage : David Fernández Borbalán (en) | Spectateurs : 30 712 Arbitrage : David Fernández Borbalán (en) |
| 20:30 UTC+2 | Rapport        |         |               | Spectateurs : 30 712 Arbitrage : David Fernández Borbalán (en) | Spectateurs : 30 712 Arbitrage : David Fernández Borbalán (en) |

| 4e journée                  | Albanie   | 1 – 0   | Slovénie | Stade Qemal-Stafa, Tirana                      |                                                |
| 16 octobre 2012 20:45 UTC+2 | Roshi 37e | (1 - 0) |          | Spectateurs : 9 000 Arbitrage : Martin Hansson | Spectateurs : 9 000 Arbitrage : Martin Hansson |
| 16 octobre 2012 20:45 UTC+2 | Rapport   |         |          | Spectateurs : 9 000 Arbitrage : Martin Hansson | Spectateurs : 9 000 Arbitrage : Martin Hansson |

|             | Chypre        | 1 – 3   | Norvège                                           | Stade Antonis Papadopoulos, Larnaca       |                                           |
| 21:00 UTC+3 | Aloneftis 42e | (1 - 1) | 45e Hangeland · 81e (pen.) Elyounoussi · 83e King | Spectateurs : 2 493 Arbitrage : Paweł Gil | Spectateurs : 2 493 Arbitrage : Paweł Gil |
| 21:00 UTC+3 | Rapport       |         |                                                   | Spectateurs : 2 493 Arbitrage : Paweł Gil | Spectateurs : 2 493 Arbitrage : Paweł Gil |

|             | Islande | 0 – 2   | Suisse                        | Laugardalsvöllur, Reykjavik                |                                            |
| 18:30 UTC+0 |         | (0 - 0) | 66e Barnetta · 79e Gavranović | Spectateurs : 8 369 Arbitrage : Alan Kelly | Spectateurs : 8 369 Arbitrage : Alan Kelly |
| 18:30 UTC+0 | Rapport |         |                               | Spectateurs : 8 369 Arbitrage : Alan Kelly | Spectateurs : 8 369 Arbitrage : Alan Kelly |

| 5e journée               | Slovénie      | 1 – 2   | Islande               | Stadion Stožice, Ljubljana                        |                                                   |
| 22 mars 2013 18:00 UTC+1 | Novakovič 34e | (1 - 0) | 55e 78e G. Sigurðsson | Spectateurs : 6 500 Arbitrage : Stavros Tritsonis | Spectateurs : 6 500 Arbitrage : Stavros Tritsonis |
| 22 mars 2013 18:00 UTC+1 | Rapport       |         |                       | Spectateurs : 6 500 Arbitrage : Stavros Tritsonis | Spectateurs : 6 500 Arbitrage : Stavros Tritsonis |

|             | Norvège | 0 – 1   | Albanie    | Ullevaal Stadion, Oslo                      |                                             |
| 19:00 UTC+1 |         | (0 - 0) | 66e Salihi | Spectateurs : 11 207 Arbitrage : Kevin Blom | Spectateurs : 11 207 Arbitrage : Kevin Blom |
| 19:00 UTC+1 | Rapport |         |            | Spectateurs : 11 207 Arbitrage : Kevin Blom | Spectateurs : 11 207 Arbitrage : Kevin Blom |

| 23 mars 2013 | Chypre  | 0 – 0 | Suisse | Stade GSP, Strovolos                         |                                              |
| 17:30 UTC+2  |         |       |        | Spectateurs : 2 045 Arbitrage : Manuel Gräfe | Spectateurs : 2 045 Arbitrage : Manuel Gräfe |
| 17:30 UTC+2  | Rapport |       |        | Spectateurs : 2 045 Arbitrage : Manuel Gräfe | Spectateurs : 2 045 Arbitrage : Manuel Gräfe |

| 6e journée              | Albanie  | 1 – 1   | Norvège   | Stade Qemal-Stafa, Tirana                       |                                                 |
| 7 juin 2013 20:30 UTC+2 | Rama 40e | (1 - 0) | 87e Høgli | Spectateurs : 15 600 Arbitrage : William Collum | Spectateurs : 15 600 Arbitrage : William Collum |
| 7 juin 2013 20:30 UTC+2 | Rapport  |         |           | Spectateurs : 15 600 Arbitrage : William Collum | Spectateurs : 15 600 Arbitrage : William Collum |

|             | Islande                                | 2 – 4   | Slovénie                                            | Laugardalsvöllur, Reykjavik                  |                                              |
| 19:00 UTC+0 | Bjarnason 22e · Finnbogason 26e (pen.) | (2 - 2) | 11e Kirm · 31e (pen.) Birsa · 61e Cesar · 86e Krhin | Spectateurs : 9 202 Arbitrage : Felix Zwayer | Spectateurs : 9 202 Arbitrage : Felix Zwayer |
| 19:00 UTC+0 | Rapport                                |         |                                                     | Spectateurs : 9 202 Arbitrage : Felix Zwayer | Spectateurs : 9 202 Arbitrage : Felix Zwayer |

| 8 juin 2013 | Suisse        | 1 – 0   | Chypre | Stade de Genève, Genève                          |                                                  |
| 17:30 UTC+2 | Seferović 90e | (0 - 0) |        | Spectateurs : 16 900 Arbitrage : Paolo Mazzoleni | Spectateurs : 16 900 Arbitrage : Paolo Mazzoleni |
| 17:30 UTC+2 | Rapport       |         |        | Spectateurs : 16 900 Arbitrage : Paolo Mazzoleni | Spectateurs : 16 900 Arbitrage : Paolo Mazzoleni |

| 7e journée                   | Norvège                    | 2 – 0   | Chypre | Ullevaal Stadion, Oslo  |                         |
| 6 septembre 2013 19:00 UTC+2 | Elyounoussi 43e · King 66e | (1 - 0) |        | Arbitrage : Kenn Hansen | Arbitrage : Kenn Hansen |
| 6 septembre 2013 19:00 UTC+2 | Rapport                    |         |        | Arbitrage : Kenn Hansen | Arbitrage : Kenn Hansen |

|             | Suisse                                                 | 4 – 4   | Islande                                   | Stade de Suisse, Berne                          |                                                 |
| 20:30 UTC+2 | Lichtsteiner 15e 30e · Schär 27e · Džemaili 54e (pen.) | (3 - 1) | 3e 68e 90+1e Guðmundsson · 56e Sigþórsson | Spectateurs : 26 000 Arbitrage : Sergei Karasev | Spectateurs : 26 000 Arbitrage : Sergei Karasev |
| 20:30 UTC+2 | Rapport                                                |         |                                           | Spectateurs : 26 000 Arbitrage : Sergei Karasev | Spectateurs : 26 000 Arbitrage : Sergei Karasev |

|             | Slovénie  | 1 – 0   | Albanie | Stadion Stožice, Ljubljana |                        |
| 20:30 UTC+2 | Kampl 19e | (1 - 0) |         | Arbitrage : István Vad     | Arbitrage : István Vad |
| 20:30 UTC+2 | Rapport   |         |         | Arbitrage : István Vad     | Arbitrage : István Vad |

| 8e journée                    | Norvège | 0 – 2   | Suisse        | Ullevaal Stadion, Oslo                       |                                              |
| 10 septembre 2013 19:00 UTC+2 |         | (0 - 1) | 12e 51e Schär | Spectateurs : 16 631 Arbitrage : Howard Webb | Spectateurs : 16 631 Arbitrage : Howard Webb |
| 10 septembre 2013 19:00 UTC+2 | Rapport |         |               | Spectateurs : 16 631 Arbitrage : Howard Webb | Spectateurs : 16 631 Arbitrage : Howard Webb |

| 10 septembre 2013 | Islande                         | 2 – 1   | Albanie | Laugardalsvöllur, Reykjavik     |                                 |
| 19:00 UTC+0       | Bjarnason 14e · Sigthórsson 47e | (1 - 1) | 9e Rama | Arbitrage : Andre Marriner (en) | Arbitrage : Andre Marriner (en) |
| 19:00 UTC+0       | Rapport                         |         |         | Arbitrage : Andre Marriner (en) | Arbitrage : Andre Marriner (en) |

| 10 septembre 2013 | Chypre  | 0 – 2   | Slovénie                   | Stade GSP, Strovolos     |                          |
| 21:30 UTC+3       |         | (0 - 1) | 12e Novakovič · 80e Iličič | Arbitrage : Ruddy Buquet | Arbitrage : Ruddy Buquet |
| 21:30 UTC+3       | Rapport |         |                            | Arbitrage : Ruddy Buquet | Arbitrage : Ruddy Buquet |

| 9e journée                  | Islande                         | 2 – 0   | Chypre | Laugardalsvöllur, Reykjavik |                        |
| 11 octobre 2013 18:45 UTC+0 | Sigþórsson 60e · Sigurðsson 76e | (0 - 0) |        | Arbitrage : István Vad      | Arbitrage : István Vad |

|             | Albanie           | 1 – 2   | Suisse                 | Stade Qemal-Stafa, Tirana                      |                                                |
| 20:30 UTC+2 | Salihi 89e (pen.) | (0 - 0) | 48e Shaqiri · 79e Lang | Spectateurs : 20 000 Arbitrage : Pedro Proença | Spectateurs : 20 000 Arbitrage : Pedro Proença |

|             | Slovénie              | 3 – 0   | Norvège | Stadion Ljudski vrt, Maribor        |                                     |
| 20:45 UTC+2 | Novakovič 13e 15e 49e | (2 - 0) |         | Arbitrage : Carlos Velasco Carballo | Arbitrage : Carlos Velasco Carballo |

| 10e journée                 | Suisse    | 1–0   | Slovénie | Stade de Suisse, Berne                         |                                                |
| 15 octobre 2013 20:00 UTC+2 | 74e Xhaka | (0–0) |          | Spectateurs : 22 014 Arbitrage : Björn Kuipers | Spectateurs : 22 014 Arbitrage : Björn Kuipers |

|             | Chypre | 0–0   | Albanie | Stade GSP, Strovolos   |                        |
| 19:00 UTC+3 |        | (0–0) |         | Arbitrage : Ivan Bebek | Arbitrage : Ivan Bebek |

|             | Norvège     | 1–1   | Islande         | Ullevaal Stadion, Oslo                            |                                                   |
| 20:00 UTC+2 | 30e Braaten | (1–1) | 12e Sigthorsson | Spectateurs : 6 796 Arbitrage : Paolo Tagliavento | Spectateurs : 6 796 Arbitrage : Paolo Tagliavento |

## Buteurs
Au 13 juin 2013, 42 buts ont été inscrits en 18 rencontres, soit une moyenne de 2,33 buts/match.
3 buts
- Gylfi Sigurðsson
- Birkir Bjarnason
- Fabian Schär

2 buts
| - Edgar Çani - Efstathios Aloneftis - Tim Matavž | - Milivoje Novakovič - Brede Hangeland - Alfreð Finnbogason | - Mario Gavranović - Gökhan Inler - Stephan Lichtsteiner - Xherdan Shaqiri - Granit Xhaka |

1 but
| - Erjon Bogdani - Odise Roshi - Valdet Rama - Armando Sadiku - Hamdi Salihi - Vincent Laban - Konstantínos Makridís - Kári Árnason | - Tarik Elyounoussi - Markus Henriksen - Tom Høgli - Joshua King - John Arne Riise - Valter Birsa - Boštjan Cesar - Andraž Kirm | - Rene Krhin - Marko Šuler - Tranquillo Barnetta - Michael Lang - Haris Seferović - Blerim Dzemaili |